# 가남초등학교 (경남)
가남초등학교(佳南初等學校)는 대한민국 경상남도 양산시에 있는 공립 초등학교이다.

## 연혁
- 2017년 3월 1일: 가남초등학교 개교(36학급)
- 2017년 3월 1일: 초대 신문옥 교장 취임